# Distrito de Zurique
Pronunciação
Zurique é um distrito da Suíça, localizado no cantão de Zurique. Tem 87,78 km² de área e sua população em 2019 foi estimada em 420.217 habitantes. Sua sede é a comuna de Zurique.